# Métro d'Incheon
Le métro d'Incheon ( 인천지하철 : Incheon Jihacheol) est un réseau qui dessert la ville d'Incheon en Corée du Sud. Constitué de 2 lignes, il est interconnecté au métro de Séoul avec qui il partage le même système de tarification.

## Réseau actuel
| Logo | Ligne   | Terminus          | Terminus                       | Stations | Longueur | Mise en service | Dernier prolongement | Opérateur                   |
| ---- | ------- | ----------------- | ------------------------------ | -------- | -------- | --------------- | -------------------- | --------------------------- |
|      | Ligne 1 | Geomdan Lake Park | Songdo Moonlight Festival Park | 33       | 37,1 km  | 1999            | 2025                 | Incheon Transit Corporation |
|      | Ligne 2 | Geomdan Oryu      | Unyeon                         | 27       | 29.1 km  | 2016            | -                    | Incheon Transit Corporation |

## Ligne 1
La ligne de 37,1 km comporte 33 stations. Sur les 25 rames de 8 voitures, 22 sont en service chaque jour, transportant plus de 200 000 passagers par jour.
Les essais en ligne ont commencé en mars 1999. Après une période de construction de 6 ans, la ligne a été ouverte au public en octobre 1999, devenant le quatrième réseau de métro en Corée du Sud après Séoul, Busan et Daegu.
Le trajet complet du nord au sud, de Geomdan Lake Park à Songdo Moonlight Festival Park dure environ 56 minutes. Des correspondances existent avec les lignes 1 et 7 du métro de Séoul, la ligne AREX vers l'aéroport d'Incheon et la ligne 2 du métro d'Incheon. Le métro d'Incheon est souterrain, sauf au nord de Gyulhyeon.

## Ligne 2
Ligne de métro léger automatisée, elle a été ouverte le 30 juin 2016. Elle a une longueur de 29,2 km avec 27 stations. Elle possède des correspondances avec la ligne AREX, la ligne 1 du métro de Séoul et la ligne 1 du métro d'Incheon. Elle dispose de rames à 2 voitures, mais les stations ont été construites pour une disposition à 4 voitures. La ligne est principalement souterraine, avec 4 stations en extérieur.
La construction de la ligne a débuté en 2009. Son ouverture prévue pour août 2014, a été repoussée à juin 2016.

## Matériel roulant
| Série | Livraison   | Constructeur          | Nombre de rames | Nombre de voitures par rame | Alimentation | Conduite    | Ligne desservie | Photo |
| ----- | ----------- | --------------------- | --------------- | --------------------------- | ------------ | ----------- | --------------- | ----- |
| 1000  | 1998 - 2008 | Hyundai Rotem, Daewoo | 34              | 8                           | Caténaire    | Conducteur  |                 |       |
| 2000  | 2012 - 2021 | Hyundai Rotem, Woojin | 43              | 2                           | 3ème rail    | Automatique |                 |       |

## Projets

### Creation d'une troisieme ligne
Une troisième ligne est prévue, sans calendrier de construction fixé à ce jour.